# زهیر بن قیس بلوی
زُهَیر بن قِیس، یکی از فرماندهان عرب خلافت اموی بود که در سال ۶۵ هجری از طرف عبدالملک بن مروان مأمور فتح و بازپس‌گیری افریقیه شد ولی سرانجام در نبرد با رومیان شکست خورد و کشته شد.

## بازپس‌گیری افریقیه و قیروان
زهیر پس از سال‌ها محافظت و مرزداری در برقه، همراه با لشکر اعزامی خلیفه، آماده حرکت به سمت قیروان شد تا شهر از کسیله بن لمزم بازستد. در این هنگام کسیله از حرکت سپاه انبوه مسلمانان باخبر شد چون یارای مقاومت نداشت از قیروان خارج شد و در محلی به نام ممس، که یک طرف آن آب و دریا و در طرف دیگر کوهستان بود، مستقر شد و آماده نبرد با زهیر شد.
زهیر پس از تسخیر قیروان، عازم نبرد با کسیله شد و ۲ سپاه در نزدیکی اردوگاه کسیله با یکدیگر روبه‌رو شدند که پس از جنگی سخت، سپاهیان کسیله شکست خوردند و خود او نیز در هنگامه جنگ کشته شد.

## فرجام کار
بعد از شکست کسیله و بازپس‌گیری قیروان، زهیر سپاهیانش را عازم سرکوب شورشیان مغرب عربی کرد و خود او نیز به توصیه خلیفه عازم مناطق شرقی گردید چون مسلمانان پراکنده شدند، امپراتور ژوستینیان دوم، فرصت را غنیمت شمرده و ناوگانی را عازم قرطاجنه کرد سپس با انبوهی از سپاهیان خود به برقه حمله کرد. وقتی زهیر خبر حمله رومیان را شنید، شتابان عازم برقه شد و درآنجا موضع گرفت تا از شهر دفاع کند اما در نبردی که بین دو سپاه رخ داد، وی و سپاهیانش شکست خورده و خود او نیز در جنگ کشته شد تا بار دیگر مغرب از قلمرو مسلمانان خارج شود.